# Patrick O'Bryant

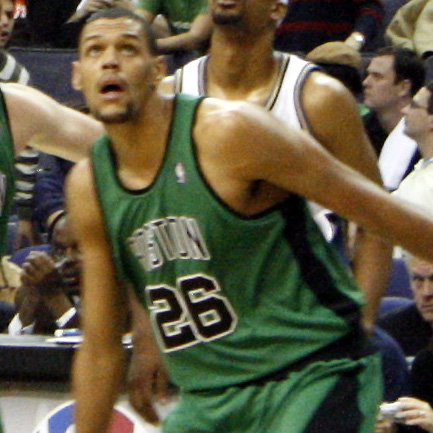
O'Bryant atuando pelo Boston Celtics.

Patrick Fitzgerald O'Bryant, (Oskaloosa, Iowa, em 20 de Junho de 1986), conhecido por Patrick O'Bryant, é um jogador de basquetebol profissional estadunidense. O'Bryant foi a nona escolha do Draft da NBA de 2006 selecionado pelo Golden State Warriors, defendeu os Warriors até 2008 depois jogou para o Boston Celtics e Toronto Raptors. Atualmente está fora da liga.